# Walter Truckenbrodt
Walter Truckenbrodt (* 19. Dezember 1914 in Hermsdorf; † 1. Mai 1999 in Bonn) war ein deutscher Jurist in der NS-Zeit und Diplomat in der Bundesrepublik Deutschland, der zuletzt zwischen 1969 und 1973 Botschafter in Venezuela war.

## Leben

### Studium und Promotion
Truckenbrodt begann nach dem Schulbesuch ein Studium der Rechtswissenschaften an der Friedrich-Wilhelms-Universität zu Berlin. Dort schloss er 1940 seine Promotion zum Dr. jur. mit einer Dissertation mit dem Titel Deutschland und der Völkerbund. Die Behandlung reichsdeutscher Angelegenheiten im Völkerbundsrat von 1920-1939 ab.
In dieser 1941 durch das Deutsche Institut für Außenpolitische Forschung veröffentlichten Dissertation vertrat Truckenbrodt die These, im Rahmen der Entwicklung nach 1918 habe nicht das Deutsche Reich, sondern der Völkerbund Unrecht getan und damit die Deutschen zur Aufrüstung und zum Krieg gezwungen. Er kritisierte die Haltung des Völkerbundes in der Zwischenkriegszeit, z. B. die Volksbefragung in Eupen-Malmedy (1920), rechtfertigte die Besetzung des Saarlandes 1935 und den Einmarsch der Wehrmacht in das entmilitarisierte Rheinland 1936 (Rheinlandbesetzung) sowie den Anschluss Österreichs an das Deutsche Reich. Er machte den Völkerbund bei der Umsetzung des Friedensvertrages von Versailles dafür verantwortlich, dass „(es) zu einem Kampf auf Leben und Tod zwischen den größten Völkern Europas“ gekommen sei. Der Autor postulierte, ein „objektives Urteil über die wahren Ursachen des gegenwärtigen Kampfes“ zu fällen: Dieser Krieg sei ein „deutscher Freiheitskampf“. Frankreichs Regierung Laval hatte gegen eine neue deutsche Luftwaffe und die im März 1935 wieder eingeführte Wehrpflicht protestiert. Truckenbrodt bedauerte, dass 16 von 17 zuständigen Staaten im Völkerbund den Bruch des Friedensvertrags von Versailles kritisierten. Die deutsche Wiederbewaffnung sei „Selbsthilfe“, dem Völkerbund habe ein Recht auf Kritik daran nicht zugestanden. Danach war er Gerichtsassessor am Oberlandesgericht Celle.

### Diplomat in der Bundesrepublik Deutschland
Nach Kriegsende war Truckenbrodt nach erfolgter Entnazifizierung in Göttingen vom 3. Dezember 1948 wiederum als Gerichtsassessor und später als wissenschaftlicher Assistent an der Albert-Ludwigs-Universität Freiburg tätig. Er gab 1948 gemeinsam mit Wilhelm Grewe seine deutsche Übersetzung der Charta der Vereinten Nationen heraus. Anschließend war er von 1950 bis 1951 Mitarbeiter im Finanzministerium des Landes Nordrhein-Westfalen sowie danach von 1951 bis 1953 Persönlicher Referent des Oberstadtdirektors der Stadt Essen, Hellmuth Greinert.
1953 trat Truckenbrodt in den höheren auswärtigen Dienst der Bundesrepublik Deutschland ein und war anfangs bis 1957 Leiter des Referats Friedensregelung in der Rechtsabteilung des Auswärtigen Amtes in Bonn sowie daraufhin nach seiner Beförderung zum Vortragenden Legationsrat Erster Klasse zwischen 1957 und 1959 Leiter der deutschen Delegation für die Verhandlungen des NATO-Truppenstatuts. 1959 wurde er beurlaubt, fungierte dann als stellvertretender Exekutivsekretär im NATO-Generalsekretariat, von 1962 bis 1963 als Mitarbeiter an der Ständigen Vertretung bei der Organisation für wirtschaftliche Zusammenarbeit und Entwicklung (OECD) in Paris sowie nach seiner Rückkehr von 1963 bis 1964 als Mitarbeiter im Planungsstab des Auswärtigen Amtes und war von 1965 bis 1969 als Ministerialdirigent stellvertretender Leiter der Rechtsabteilung des Auswärtigen Amtes. In dieser Funktion übermittelte er am 5. August 1968 dem Staatssekretär im Auswärtigen Amt Georg Ferdinand Duckwitz einen überarbeiteten Entwurf einer Erklärung der Drei Mächte über das Verhältnis des Landes Berlin zum Bund und vermerkte dazu:

„Die nunmehr vorliegende Fassung trägt insbesondere den Wünschen Rechnung, die der Vertreter des Bundeskanzleramtes aufgrund persönlicher Weisungen des Herrn Bundeskanzlers vorgetragen habe.“

Zuletzt wurde Truckenbrodt 1969 Botschafter in Venezuela. Über seine Arbeit als Botschafter in Venezuela führte er im Zuge eines Staatsbesuchs von Bundespräsident Gustav Heinemann im Frühjahr 1971 aus:

„Es gibt hier zwei deutsche Botschafter. Der eine ist der Repräsentant der Konrad-Adenauer-Stiftung, und den empfängt der Präsident Rafael Caldera immer. Der andere bin ich. Und ich bin froh, wenn ich mal bei ihm zugelassen werde.“

Diesen Posten bekleidete er, bis er 1973 aus Protest gegen die Unterzeichnung des Grundlagenvertrags vorzeitig aus dem diplomatischen Dienst ausschied. Sein Nachfolger wurde daraufhin am 7. Dezember 1973 Rudolf Spang, der bisherige Leiter der Personalabteilung des Auswärtigen Amtes.
Von 1991 bis 1993 vertrat Truckenbrodt die von ihm und Hans Werner Bracht geführte rechtskonservative westdeutsche Deutsche Soziale Union (DSU) mit Sitz in Bonn in einem erfolglosen Wahlprüfungsverfahren vor dem Bundesverfassungsgericht als deren Rechtsanwalt. Diese DSU stand in keinem organisatorischen Zusammenhang zur 1990 in der DDR gegründeten Deutschen Sozialen Union. 1992 hielt er eine Rede vor der in Hamburg ansässigen Staats- und Wirtschaftspolitischen Gesellschaft, einem ebenfalls dem rechtskonservativen Spektrum nahestehenden, mittlerweile als gesichert rechtsextrem eingestufter Verein.

## Veröffentlichungen
- Deutschland und der Völkerbund. Die Behandlung reichsdeutscher Angelegenheiten im Völkerbundsrat von 1920-1939, Dissertation Universität Berlin, Essener Verlagsanstalt, Essen 1941
- Die Satzung der vereinten Nationen : Mit den vorbereitenden Dokumenten und dem Statut des Internationalen Gerichtshofes, Mitherausgeber Wilhelm Grewe, Vandenhoeck & Ruprecht, Göttingen 1948
- Neuvereinigung statt Wiedervereinigung? Ein kritisches Wort zur Lage in Deutschland, Hamburg 1980